# Aplysina aurea
Aplysina aurea är en svampdjursart som beskrevs av Gammill 1998. Aplysina aurea ingår i släktet Aplysina och familjen Aplysinidae.
Artens utbredningsområde är havet kring Bahamas. Inga underarter finns listade i Catalogue of Life.